# 방송사 시청자 조사 위원회

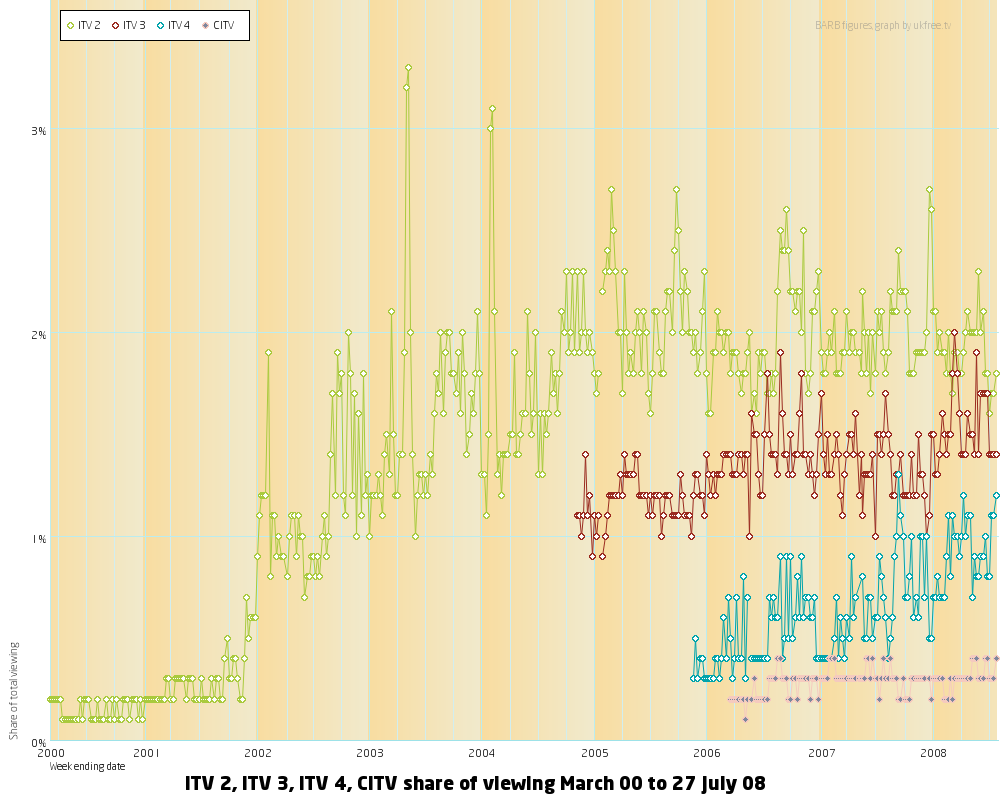
ITV 디지털 채널의 시청률 그래프 (2000년 ~ 2008년)

방송사 시청자 조사 위원회 (Broadcasters' Audience Research Board, 약칭 BARB)는 영국의 시청률 및 텔레비전 프로그램 순위를 수집하는 기관이다. 1981년 ITV의 프로그램 순위를 JICTAR (Joint Industry Committee for Television Audience Research, 텔레비전 시청자 조사 공동 산업 위원회)에서 수집하는 반면 BBC는 자사에서 시청자 조사를 하는 기존의 체계를 대체하기 위해 만들어졌다. BARB는 BBC, TP 소속 방송사, 채널 4, 채널 5, BSkyB, IPA가 공동으로 소유하고 있다. BARB에 참여하는 시청자들은 TV 세트 위에 시청하는 프로그램을 추적하는 박스를 놓게 된다.

## 같이 보기
- 시청률
- 닐슨 레이팅스